# World Series of Poker 2007

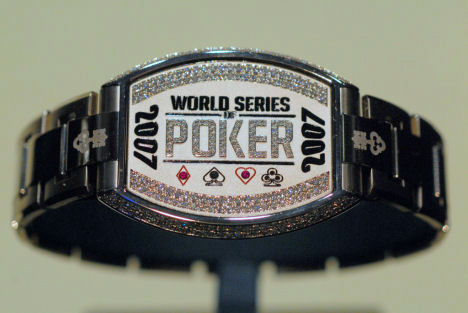
De 2007 WSOP Championship Bracelet

De World Series of Poker 2007 begon op 1 juni 2007. Alle toernooien zijn gehouden in het Rio All-Suite Hotel and Casino in Las Vegas.

## Toernooien
| Event Nummer | Event                                                             | Winnaar                 | Prijs      | Tweede             |
| ------------ | ----------------------------------------------------------------- | ----------------------- | ---------- | ------------------ |
| 1            | $5,000 World Championship Mixed Hold'em                           | Steve Billirakis        | $536,287   | Greg Mueller       |
| 2            | $500 Casino Employees No Limit Hold'em                            | Frederick Narciso       | $104,701   | Charles Fisher     |
| 3            | $1,500 No Limit Hold'em                                           | Ciaran O'Leary          | $727,012   | Paul Evans         |
| 4            | $1,500 Pot Limit Hold'em                                          | Mike Spegal             | $252,290   | Gavin Smith        |
| 5            | $2,500 Omaha/Seven Card Stud Hi/Lo 8 or Better                    | Tom Schneider           | $214,347   | Ed Tonnellier      |
| 6            | $1,500 Limit Hold'em                                              | Gary Styczynski         | $280,715   | Varouzhan Gumroyan |
| 7            | $5,000 Pot Limit Omaha met Rebuys                                 | Burt Boutin             | $868,745   | Erik Cajelais      |
| 8            | $1,000 No Limit Hold'em met Rebuys                                | Michael Chu             | $585,744   | Tommy Vu           |
| 9            | $1,500 Omaha Hi/Lo Split 8 or Better                              | Alexander Kravchenko    | $228,446   | Bryan Devonshire   |
| 10           | $2,000 No Limit Hold'em                                           | Will Durkee             | $566,916   | Todd Terry         |
| 11           | $5,000 World Championship Seven Card Stud                         | Chris Reslock           | $258,453   | Phil Ivey          |
| 12           | $1,500 No Limit Hold'em Short Handed                              | Jason Warner            | $481,698   | David Zeitlin      |
| 13           | $5,000 World Championship Pot Limit Hold'em                       | Allen Cunningham        | $487,287   | Jeffrey Lisandro   |
| 14           | $1,500 Seven Card Stud                                            | Michael Keiner          | $146,987   | Nesbitt Coburn     |
| 15           | $1,500 No Limit Hold'em                                           | Phil Hellmuth           | $637,254   | Andy Philachack    |
| 16           | $2,500 H.O.R.S.E.                                                 | James Richburg          | $239,503   | Walter Browne      |
| 17           | $1,000 World Championship Ladies No Limit Hold'em                 | Sally Boyer             | $262,077   | Anne Heft          |
| 18           | $5,000 World Championship Limit Hold'em                           | Saro Getzoyan           | $333,379   | Geoff Sanford      |
| 19           | $2,500 No Limit Hold'em                                           | Francois Safieddine     | $521,785   | John Phan          |
| 20           | $2,000 Seven Card Stud Hi/Lo 8 or Better                          | Ryan Hughes             | $176,358   | Min Lee            |
| 21           | $1,500 No Limit Hold'em Shootout                                  | Don Baruch              | $264,107   | Jared Davis        |
| 22           | $5,000 No Limit Hold'em                                           | James Mackey            | $730,740   | Stuart Fox         |
| 23           | $1,500 Pot Limit Omaha                                            | Scott Clements          | $194,206   | Eric Lynch         |
| 24           | $3,000 World Championship Seven Card Stud Hi/Lo Split 8 or Better | Eli Elezra              | $198,984   | Scotty Nguyen      |
| 25           | $2,000 No Limit Hold'em                                           | Ben Ponzio              | $599,467   | David Hewitt       |
| 26           | $5,000 H.O.R.S.E.                                                 | Ralph Schwartz          | $275,683   | Bill Gazes         |
| 27           | $1,500 No Limit Hold'em                                           | David Stucke            | $603,069   | Young Cho          |
| 28           | $3,000 No Limit Hold'em                                           | Shankar Pillai          | $527,829   | Beth Shak          |
| 29           | $1,500 Seven Card Razz                                            | Katja Thater            | $132,653   | Larry St. Jean     |
| 30           | $2,500 No Limit Hold'em Short Handed                              | Hoyt Corkins            | $515,065   | Terrence Chan      |
| 31           | $5,000 World Championship Heads Up No Limit Hold'em               | Dan Schreiber           | $425,594   | Mark Muchnik       |
| 32           | $2,000 Seven Card Stud                                            | Jeff Lisandro           | $118,426   | Nick Frangos       |
| 33           | $1,500 Pot Limit Omaha met Rebuys                                 | Alan Smurfit            | $464,867   | Qushqar Morad      |
| 34           | $3,000 Limit Hold'em                                              | Alexander Borteh        | $225,483   | Brandon Wong       |
| 35           | $1,500 No Limit Hold'em                                           | Ryan Young              | $615,955   | Dustin Dirksen     |
| 36           | $5,000 World Championship Omaha Hi/Lo Split 8 or Better           | John Guth               | $363,216   | Robert Stevanovski |
| 37           | $2,000 Pot Limit Hold'em                                          | Greg Hopkins            | $269,274   | Jason Newburger    |
| 38           | $1,500 No Limit Hold'em                                           | Robert Cheung           | $673,628   | Richard Murnick    |
| 39           | $50,000 World Championship H.O.R.S.E.                             | Freddy Deeb             | $2,276,832 | Bruno Fitoussi     |
| 40           | $1,500 Mixed Hold'em                                              | Fred Goldberg           | $204,935   | Rene Mouritsen     |
| 41           | $1,000 World Championship Seniors No Limit Hold'em                | Ernest Bennett          | $348,423   | Tony Korfman       |
| 42           | $1,500 Pot Limit Omaha Hi/Lo Split 8 or Better                    | Lukasz Dumanski         | $227,454   | David Bach         |
| 43           | $2,000 Limit Hold'em                                              | Saif Ahmad              | $217,329   | William Jensen     |
| 44           | $2,000 Omaha Hi/Lo Split                                          | Frankie O'Dell          | $240,057   | Thang Luu          |
| 45           | $5,000 No Limit Hold'em Short Handed                              | Bill Edler              | $904,672   | Alex Bolotin       |
| 46           | $1,000 Seven Card Stud Hi/Lo 8 or Better                          | Tom Schneider           | $147,713   | Hoyt Verner        |
| 47           | $2,000 No Limit Hold'em                                           | Blair Rodman            | $707,898   | Amato Galasso      |
| 48           | $1,000 Limit 2-7 Triple Draw Lowball met Rebuys                   | Rafi Amit               | $227,005   | Lenny Martin       |
| 49           | $1,500 No Limit Hold'em                                           | Chandrasekhar Billavara | $722,914   | Taylor Douglas     |
| 50           | $10,000 World Championship Pot Limit Omaha                        | Robert Mizrachi         | $768,889   | Rene Mouritsen     |
| 51           | $1,000 S.H.O.E.                                                   | Dao Bac                 | $157,975   | Adam Geyer         |
| 52           | $1,000 No-Limit Hold'em met Rebuys                                | Michael Graves          | $742,121   | Theo Tran          |
| 53           | $1,500 Limit Hold'em Shootout                                     | Ram Vaswani             | $217,438   | Andy Ward          |
| 54           | $5,000 World Championship 2-7 Draw Lowball met Rebuys             | Erik Seidel             | $538,835   | Chad Brown         |
| 55           | $10,000 World Championship No Limit Hold'em Main Event            | Jerry Yang              | $8,250,000 | Tuan Lam           |

## Main Event
De Main Event (Event nr. 55) was het grootste toernooi van de WSOP van 2007. Het is een 10.000 dollar No-Limit Texas Hold'em toernooi. De winnaar van dit toernooi wordt gezien als de officieuze wereldkampioen poker. Er deden in totaal 6.358 spelers mee.
- De Amerikaanse Maria Ho werd 38ste en daarmee de hoogst geëindigde vrouw in het Main Event van 2007.

### Finaletafel
| Positie | Naam                 | Prijs      |
| ------- | -------------------- | ---------- |
| 1ste    | Jerry Yang           | $8,250,000 |
| 2de     | Tuan Lam             | $4,840,981 |
| 3de     | Raymond Rahme        | $3,048,025 |
| 4de     | Alexander Kravchenko | $1,852,721 |
| 5de     | Jon Kalmar           | $1,255,069 |
| 6de     | Hevad Khan           | $956,243   |
| 7de     | Lee Childs           | $705,229   |
| 8ste    | Lee Watkinson        | $585,699   |
| 9de     | Philip Hilm          | $525,934   |

### Andere posities
| Positie | Naam                 | Prijs    |
| ------- | -------------------- | -------- |
| 11de    | Scotty Nguyen        | $476,926 |
| 23ste   | Bill Edler           | $333,490 |
| 25ste   | Daniel Alaei         | $333,490 |
| 71ste   | Ed de Haas           | $130,288 |
| 81ste   | Thierry van den Berg | $106,382 |

### Uitschakeling van oud-kampioenen
- Dag 1: Amarillo Slim, Doyle Brunson, Johnny Chan, Phil Hellmuth, Brad Daugherty, Greg Raymer, Jamie Gold
- Dag 2: Bobby Baldwin, Tom McEvoy, Jim Bechtel, Dan Harrington, Chris Moneymaker, Joe Hachem
- Dag 3: Chris Ferguson
- Dag 4: Berry Johnston, Carlos Mortensen, Robert Varkonyi
- Dag 5: Huck Seed
- Dag 6: Scotty Nguyen

## WSOP Player of the Year
De WSOP reikt sinds 2004 een WSOP Player of the Year-award uit aan de speler die tijdens de betreffende jaargang de meeste punten scoort. Hiervoor tellen alleen toernooien mee waaraan iedereen mee kan doen, de spelen die alleen toegankelijk zijn voor vrouwen, senioren en casino-medewerkers niet. In 2006 en 2007 werd de uitkomst van het Main Event en het $50.000 H.O.R.S.E.-toernooi ook niet meegeteld. In 2008 telde het laatstgenoemde toernooi wel mee, het Main Event niet. Sinds 2009 tellen alle vrij toegankelijke toernooien mee, inclusief het Main Event.
Van 2004 tot en met 2010 telden alleen toernooien van de originele World Series of Poker in de Verenigde Staten mee voor het Player of the Year-klassement. Vanaf 2011 worden ook de resultaten van de World Series of Poker Europe en vanaf 2013 ook die van de World Series of Poker Asia Pacific meegerekend. Organisator Bluff Magazine paste in 2011 het scoresysteem aan en sindsdien beïnvloeden ook de inschrijfgelden en grootte van de deelnemersvelden het aantal punten dat spelers per evenement kunnen halen.
WSOP Player of the Year 2007 werd Tom Schneider, die zich dat jaar drie keer naar een geldprijs speelde, waarbij hij twee keer een toernooi won en hij in het derde geval ook de finaletafel bereikte.